# Ричардс, Ричард Ноэл
Ри́чард Но́эл «Дик» Ри́чардс (англ. Richard Noel «Dick» Richards; род. 1946) — астронавт НАСА. Совершил четыре космических полёта на шаттлах: STS-28 (1989, «Колумбия»), STS-41 (1990, «Дискавери»), STS-50 (1992, «Колумбия») и STS-64 (1994, «Дискавери»), полковник ВМС США.

## Личные данные и образование
Ричард Ричардс родился 24 августа 1946 года в городе Ки-Уэст, штат Флорида, но своим родным считает город Хьюстон, штат Техас. В 1964 году окончил среднюю школу в Сент-Луисе, штат Миссури. Жена (бывшая) Лоис Холлабо из Техаса. Увлекается: лыжи, бег, игры с мячом и ракеткой. В 1969 году получил степень бакалавра наук в области Химических технологий в Университете Миссури. В 1970 году, в Университете Западной Флориды, стал магистром наук в области авиационных систем (аэронавтика).

## До НАСА
После окончания Университета Миссури в 1969 году, Ричардс поступил на службу в ВМФ Соединенных Штатов прапорщиком и в августе следующего года стал военно-морским лётчиком. С 1970 по 1973 год, он занимался поддержкой полётов самолетов А-4 и F-4 Phantom во время работы в подразделении тактической радиоэлектронной борьбы в 33-й эскадрильи на авиабазе в Норфолке, Виргиния. Впоследствии Ричардс служил в Северной Атлантике и Средиземном море на борту авианосцев «Америка (CV-66)» и «Саратога (CV-60)», летал на самолётах F-4. В 1976 году был направлен на обучение в Школу лётчиков-испытателей ВМФ США (на курс экспериментального обучения), на авиабазе Патаксент-Ривер в штате Мэриленде. По окончании Школы был направлен в Лётно-испытательный центр ВМС, испытывал F/A-18A. В последующие 3,5 года Ричардс испытывал опытно-конструкторские варианты самолётов F-4 и А-7 (системы автоматической посадки на палубу авианосцев). Испытывал срабатывание катапульт на F-4S на минимальных скоростях при посадке на палубу. В 1979 году первым испытал поведение самолёта F/A-18A Hornet в аварийных ситуациях при взлёте с палубы авианосца «Америка (CV-66)»: полная остановка самолёта на палубе и срабатывание катапульты при падении самолёта в воду из-за малой начальной скорости. Был переведён в 33-ю истребительную эскадрилью, где в мае 1980 года узнал о приглашении в НАСА. Имеет более 5300 часов налёта на 15 различных типах самолётов, совершил более 400 посадок на палубы авианосцев.

## Подготовка к космическим полётам
В мае 1980 года Ричардс был приглашен в НАСА в качестве кандидата в астронавты в составе девятого набора. Начал прохождение курса общекосмической подготовки (ОКП) с июля 1980 года. По окончании обучения в августе 1981 года получил квалификацию «пилот шаттла» и назначение в Отдел астронавтов НАСА.

## Полёты в космос
- Первый полёт — STS-28[3], шаттл «Колумбия». Со 8 по 13 августа 1989 года в качестве «пилота шаттла». Это был первый запуск КК «Колумбия» после реконструкции. Полёт совершался в интересах Министерства обороны США (четвёртый такой полёт). Подробности полёта засекречены. Продолжительность полёта составила 5 суток 1 час 1 минуту[4].

- Второй полёт — STS-41[5], шаттл «Дискавери». C 6 по 10 октября 1990 года в качестве «командира корабля». Цель старта — вывод на орбиту КА «Улисс»[6]. Продолжительность полёта составила 4 дня 2 часа 20 минут[7].

- Третий полёт — STS-50[8], шаттл «Колумбия». C 25 июня по 9 июля 1992 года в качестве «командира корабля». Цель полета — проведение различных физических и медико-биологических экспериментов. Исследования проводились в лабораторном модуле «Спейслэб» в грузовом отсеке корабля. Продолжительность полёта составила 13 дней 19 часов 31 минуту (самый продолжительный полёт шаттла на тот момент).[9].

- Четвёртый полёт — STS-64[10], шаттл «Дискавери». C 9 по 20 сентября 1994 года в качестве «командира корабля». Миссия включала в себя выполнение экспериментов разной направленности, в частности, эксперимент «LITE» по лётным испытаниям лидара, эксперименты с возвращаемым спутником Spartan 201, снабжённым астрономической аппаратурой, опробование средства автономного перемещения астронавта SAFER, эксперимент SPIFEX — по изучению выхлопа двигателей ориентации шаттла[11]. Продолжительность полёта составила 10 суток 22 часа 51 минуту[12].

Общая продолжительность полётов в космос — 33 дня 21 час 34 минуты.

## После полётов
В апреле 1995 года Ричардс ушёл из отряда астронавтов. В течение года работал в НАСА, в Космическом центре имени Джонсона, в Хьюстоне, штат Техас. Руководил вторым полётом обслуживания (STS-82) к космическому телескопу «Хаббл» и вторым полётом с запускаемым и возвращающимся спутником (STS-75). Ушёл из НАСА в июне 1996 года.

## Награды и премии
Награждён: Медаль «За космический полёт» (1989, 1990, 1992 и 1994), Медаль «За отличную службу» (США), Крест лётных заслуг (США), Медаль «За похвальную службу» (США), Медаль за службу национальной обороне (США) (дважды), Медаль «За службу во Вьетнаме», Медаль «За выдающуюся службу» (НАСА), Медаль «За исключительные заслуги», и многие другие.